# The Stereos
The Stereos, (d'abord connu sous le nom de The Buckeyes de 1955 à 1959) est un groupe américain de doo-wop, rock et pop en activité jusqu'à la fin des années 1960. Leur principal hit est I Really Love You, publié en 1962, qui s'est dressé en 29e place du Billboard Hot 100. Le groupe a continué à publier des singles jusqu'en 1968, mais sans grand succès.